# Liste der Kasernen des österreichischen Bundesheeres

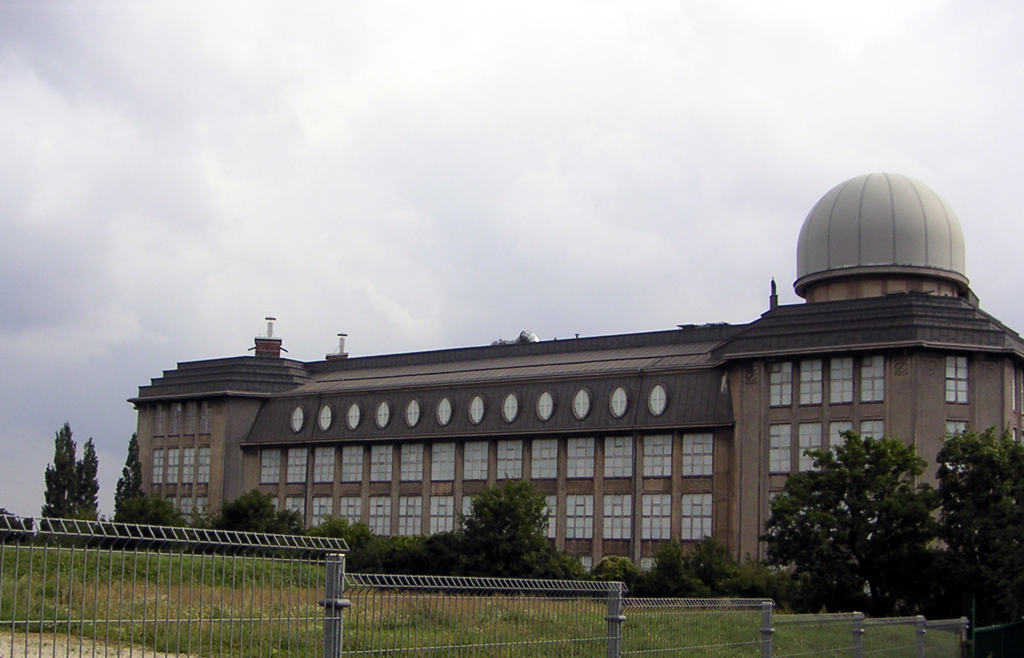
Militärische Liegenschaft Breitensee (vormals Zeiss-Werk Wien), 14. Bezirk, errichtet 1916. Genutzt von optischer Industrie, danach Radiowerk. Nach 1985 Nutzung durch das Bundesheer, etwa bis 2008 als Heimatfunkstation zu Auslandsmissionen. Foto 2005.

Das österreichische Bundesheer verfügt über folgende Kasernen:
(Die Jahreszahlen in Klammer geben das Jahr der jeweils geplanten Schließung der Kasernen an, wie sie vom Bundesministerium für Landesverteidigung beschlossen wurden.)

## Burgenland

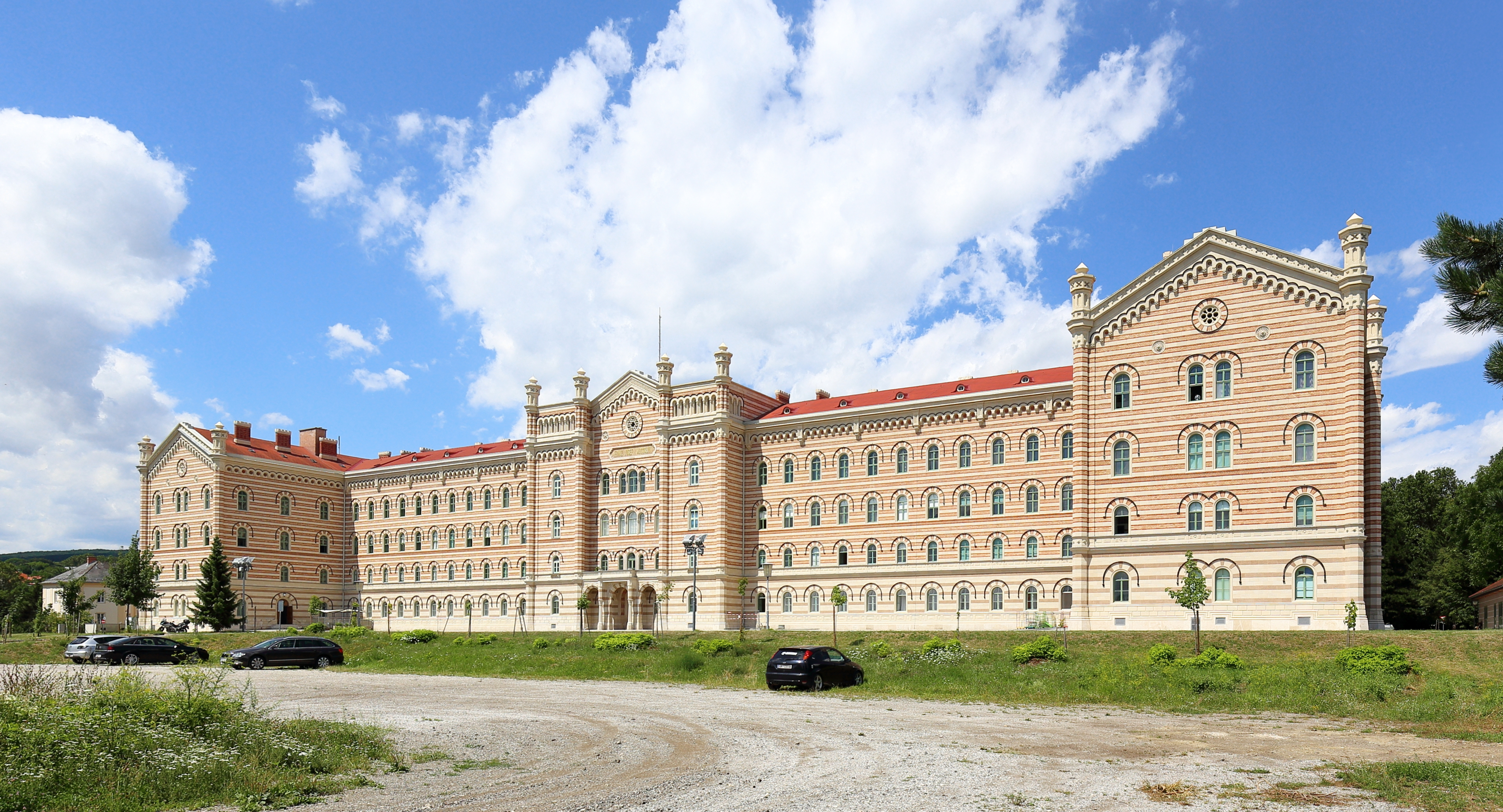
Das Hauptgebäude der Martinkaserne in Eisenstadt

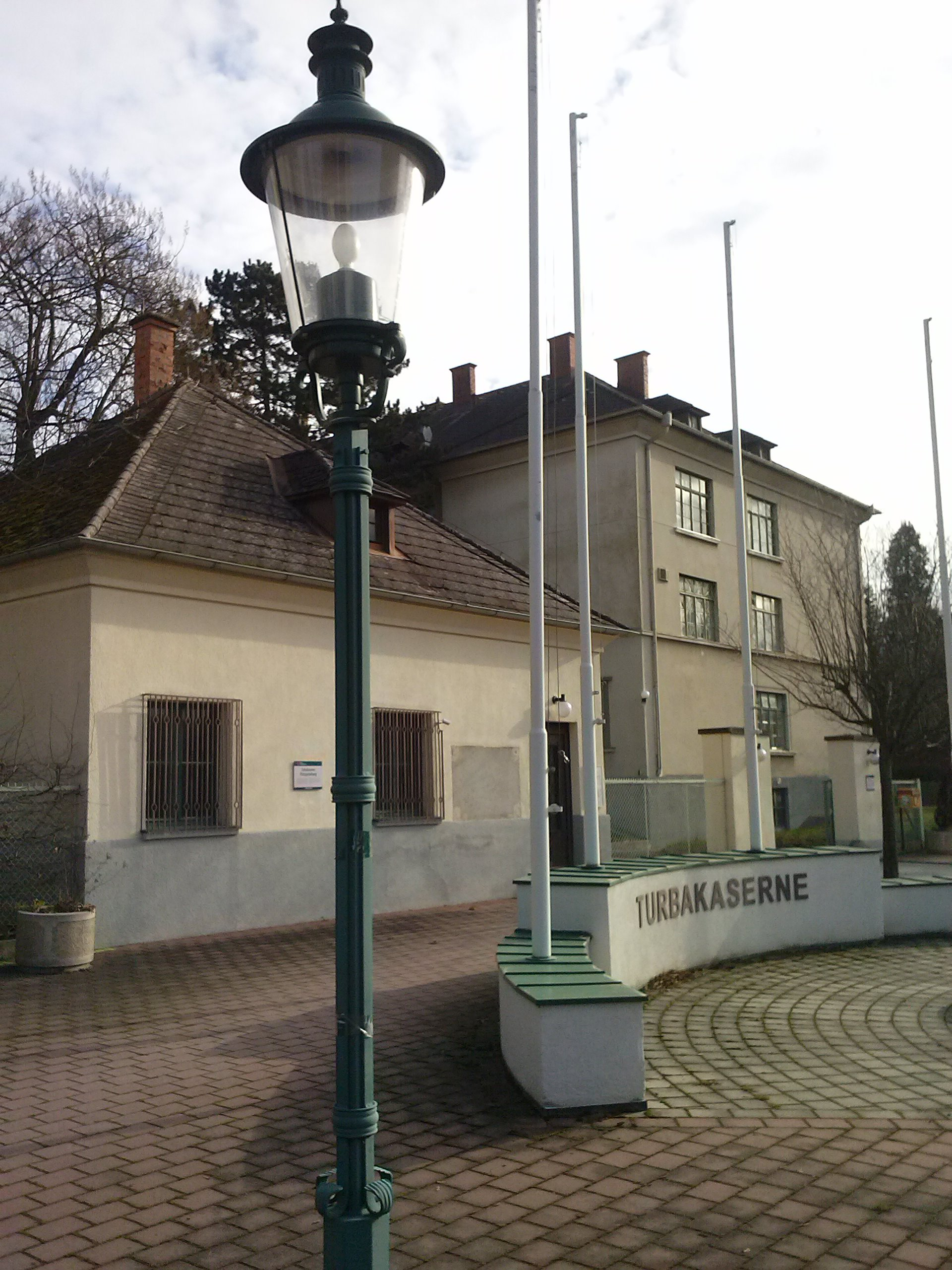
Eingangsbereich der ehemaligen Turba-Kaserne in Pinkafeld

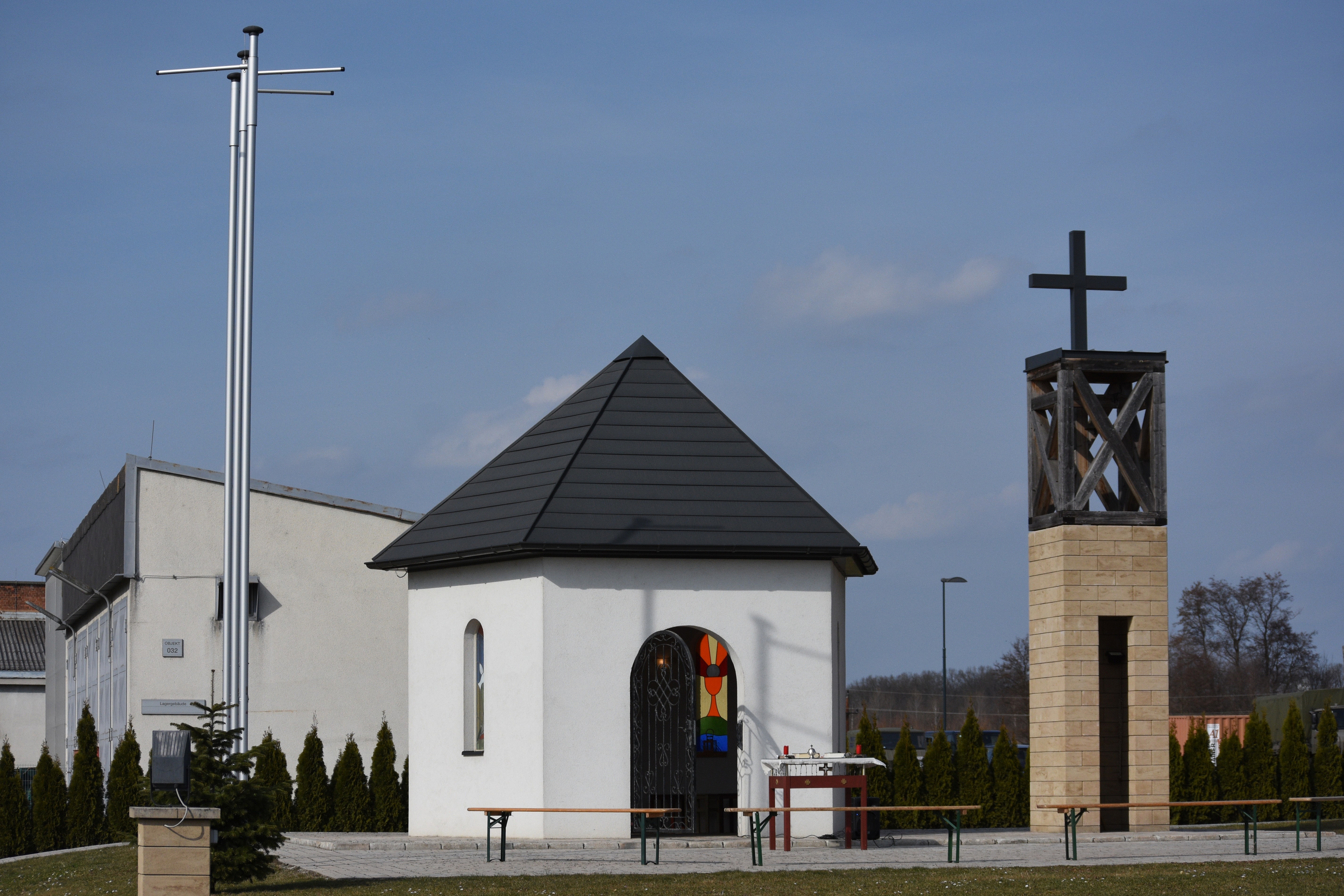
Montecuccoli-Kaserne Güssing

| Martin-Kaserne auf Wikidata       | Martin-Kaserne auf Wikimedia Commons            | Martinkaserne, Eisenstadt (Militärkommando Burgenland, Kommando der Heerestruppenschule), benannt nach dem heiligen Martin von Tours |
| Benedek-Kaserne auf Wikidata      | Benedek-Kaserne auf Wikimedia Commons           | Benedek-Kaserne mit Truppenübungsplatz Bruckneudorf (zweitgrößter Truppenübungsplatz Österreichs), Teile der Heerestruppenschule (Institut Jäger und Institut Pionier, Kommando des Truppenübungsplatzes), benannt nach Ludwig von Benedek |
| Montecuccoli-Kaserne auf Wikidata | Keine Kategorie auf Wikimedia Commons vorhanden | Montecuccoli-Kaserne, Güssing (Jägerbataillon 19), benannt nach Raimondo Graf Montecuccoli |
| Lager Uchatius auf Wikidata       | Keine Kategorie auf Wikimedia Commons vorhanden | Lager Uchatius (auch Uchatius-Kaserne), Kaisersteinbruch Militärhundezentrum Kaisersteinbruch, benannt nach Franz von Uchatius |

Ehemalige Kasernen
| Turba-Kaserne auf Wikidata          | Turba-Kaserne auf Wikimedia Commons             | Turba-Kaserne, Pinkafeld (Teile und Kommando Jägerbataillon 19) (bis 2014), benannt nach Generaloberst Josef Turba (1872–1932) |
| Kein Wikidata-Datenobjekt vorhanden | Keine Kategorie auf Wikimedia Commons vorhanden | Sporck-Kaserne, Oberwart (Teile Jägerbataillon 19) (bis 2014), benannt nach Johann von Sporck                                  |
| Kein Wikidata-Datenobjekt vorhanden | Keine Kategorie auf Wikimedia Commons vorhanden | See-Kaserne, Oggau (2008 verkauft)                                                                                             |
| Kein Wikidata-Datenobjekt vorhanden | Keine Kategorie auf Wikimedia Commons vorhanden | Berger-Kaserne, Neusiedl am See (2007 verkauft)                                                                                |

## Kärnten
| Kommandogebäude FM Hülgerth auf Wikidata | Keine Kategorie auf Wikimedia Commons vorhanden | Kommandogebäude FM Hülgerth, Klagenfurt (Militärkommando Kärnten), benannt nach Ludwig Hülgerth |
| Khevenhüller-Kaserne auf Wikidata        | Khevenhüller-Kaserne auf Wikimedia Commons      | Khevenhüller-Kaserne, Klagenfurt (Jägerbataillon 25, Kommando der 3. Betriebsversorgungsstelle, Teile Stabsbataillon 7, Teile Stabskompanie und Dienstbetrieb Militärkommando Kärnten, Militärmusik Kärnten), benannt nach Ludwig Andreas von Khevenhüller |
| Georg Goess-Kaserne auf Wikidata         | Keine Kategorie auf Wikimedia Commons vorhanden | Georg Goess-Kaserne, Klagenfurt (Ergänzungsabteilung, Teile Stabsbataillon 7), benannt nach Georg Goëss |
| Laudon-Kaserne auf Wikidata              | Keine Kategorie auf Wikimedia Commons vorhanden | Laudon-Kaserne, Klagenfurt (Heereslogistikzentrum Klagenfurt), benannt nach Gideon Ernst von Laudon |
| Hensel-Kaserne auf Wikidata              | Hensel-Kaserne auf Wikimedia Commons            | Hensel-Kaserne, Villach (Teile Pionierbataillon 1), benannt nach Friedrich Hensel |
| Lutschounig-Kaserne auf Wikidata         | Lutschounig-Kaserne auf Wikimedia Commons       | Lutschounig-Kaserne, Villach (Führungsunterstützungsbataillon 1), benannt nach Oberst Josef Freiherrn Lutschounig von Felsenhof |
| Rohr-Kaserne auf Wikidata                | Keine Kategorie auf Wikimedia Commons vorhanden | Rohr-Kaserne, Villach (2009) (Teile Pionierbataillon 1), benannt nach Feldmarschall Franz Rohr von Denta |
| Türk-Kaserne auf Wikidata                | Keine Kategorie auf Wikimedia Commons vorhanden | Türk-Kaserne, Spittal an der Drau (Jägerbataillon 26), benannt nach Johann Baptist Türk |
| Goiginger-Kaserne auf Wikidata           | Goiginger-Kaserne auf Wikimedia Commons         | Goiginger-Kaserne, Bleiburg (Teile Stabsbataillon 7), benannt nach Feldzeugmeister Heinrich Goiginger (1861–1927) |
| Kein Wikidata-Datenobjekt vorhanden      | Keine Kategorie auf Wikimedia Commons vorhanden | Truppenübungsplatz Glainach (Ferlach), Truppenübungsplatz Marwiesen (Paternion), Truppenübungsplatz Obere Fellach (Villach), Wasserübungsplatz Villach |

Ehemalige Kasernen
| Kein Wikidata-Datenobjekt vorhanden | Keine Kategorie auf Wikimedia Commons vorhanden | Aichelburg-Kaserne, Wolfsberg, benannt nach Leopold von Aichelburg-Labia, Infanterie- und Fliegerabwehrtruppen; 2006 aufgelöst und mittlerweile in einen Wohnpark (Aichelburg-Wohnpark) umgestaltet.                                                                                      |
| Kein Wikidata-Datenobjekt vorhanden | Keine Kategorie auf Wikimedia Commons vorhanden | Waisenhauskaserne, Klagenfurt, benannt nach den Militärwaisen, die hier im 18. Jh. in der damaligen Feintuchfabrik arbeiteten; 2009 aufgelöst und danach zum Großteil abgerissen. |
| Kein Wikidata-Datenobjekt vorhanden | Keine Kategorie auf Wikimedia Commons vorhanden | Mayor-Troyer-Kaserne, Spittal an der Drau im Spittl, benannt nach Mayor Josef Troyer, Offizier im Ersten Weltkrieg. Ab 1935 bis zur Auflösung der Kaserne und Umwandlung zum FH Kärnten Hauptsitz 1997 waren Teile des Jägerbataillons 26 im heute 500 Jahre alten Gebäude untergebracht. |

## Niederösterreich

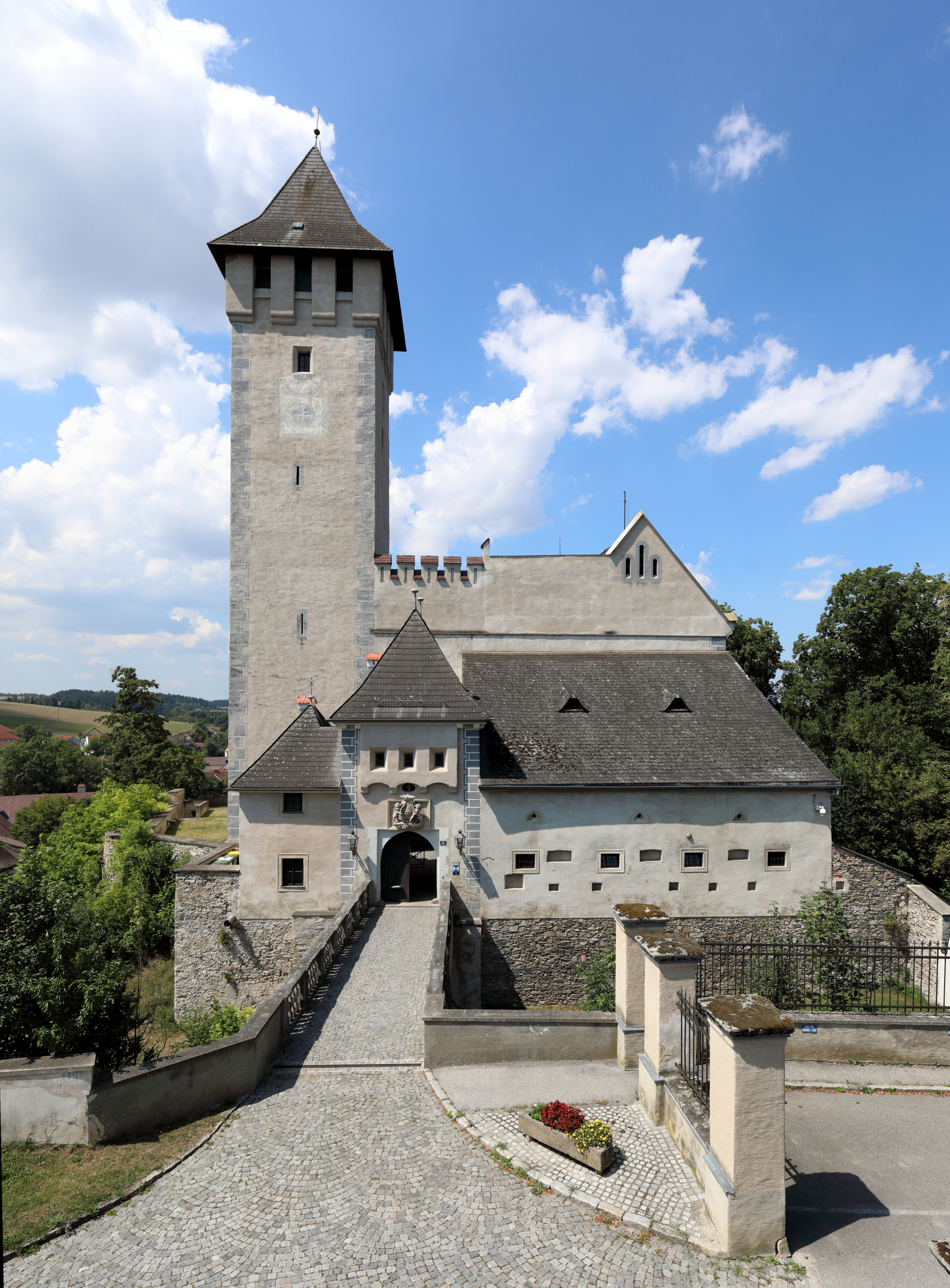
Schloss Allentsteig: Kommandositz des Truppenübungsplatzes Allentsteig

| Kommandogebäude FM Hess auf Wikidata                               | Kommandogebäude FM Hess auf Wikimedia Commons                   | Kommandogebäude FM Hess, St. Pölten (Militärkommando Niederösterreich), benannt nach Feldmarschall Heinrich Joseph Freiherr von Heß                                                                            |
| Schloss Allentsteig auf Wikidata                                   | Schloss Allentsteig auf Wikimedia Commons                       | Schloss Allentsteig (Kommando Truppenübungsplatz Allentsteig) |
| Truppenübungsplatz Allentsteig auf Wikidata                        | Truppenübungsplatz Allentsteig auf Wikimedia Commons            | Truppenübungsplatz Allentsteig (TÜPl A) |
| Birago-Kaserne auf Wikidata                                        | Birago-Kaserne auf Wikimedia Commons                            | Birago-Kaserne, Melk (Pionierbataillon 3), benannt nach Karl von Birago |
| Bolfras-Kaserne auf Wikidata                                       | Keine Kategorie auf Wikimedia Commons vorhanden                 | Bolfras-Kaserne, Mistelbach (Aufklärungsbataillon 3), benannt nach Arthur Freiherr von Bolfras |
| Burg Wiener Neustadt auf Wikidata                                  | Burg Wiener Neustadt auf Wikimedia Commons                      | Burg, Wiener Neustadt (Theresianische Militärakademie) |
| Burstyn-Kaserne auf Wikidata                                       | Keine Kategorie auf Wikimedia Commons vorhanden                 | Burstyn-Kaserne, Zwölfaxing (Jägerbataillon 33, Teile Heerestruppenschule (Institut Panzer, Institut Aufklärung, Institut Artillerie), Teil des Amt für Rüstung und Wehrtechnik), benannt nach Gunther Burstyn |
| Kein Wikidata-Datenobjekt vorhanden                                | Keine Kategorie auf Wikimedia Commons vorhanden                 | Dabsch-Kaserne, Korneuburg (ABC-Abwehrzentrum), benannt nach Husarenrittmeister Josef Dabsch (1819–1898) |
| Daun-Kaserne auf Wikidata                                          | Daun-Kaserne auf Wikimedia Commons                              | Daun-Kaserne, Wiener Neustadt (BHAK für Führung und Sicherheit), benannt nach Leopold Joseph von Daun |
| Fliegerhorst Leopold Figl – Flugplatz General Pabisch auf Wikidata | Keine Kategorie auf Wikimedia Commons vorhanden                 | Fliegerhorst Leopold Figl – Flugplatz General Pabisch, Langenlebarn (Fliegerwerft 1, FlFlATS), benannt nach Leopold Figl und Othmar Pabisch                                                                    |
| Heeresbekleidungsanstalt Brunn am Gebirge auf Wikidata             | Heeresbekleidungsanstalt Brunn am Gebirge auf Wikimedia Commons | Heeresbekleidungsanstalt Brunn am Gebirge (HBA) |
| Jansa-Kaserne auf Wikidata                                         | Jansa-Kaserne auf Wikimedia Commons                             | Jansa-Kaserne, Großmittel bei Felixdorf (Panzergrenadierbataillon 35 sowie Munitionsanstalt, Amt für Wehrtechnik), benannt nach Alfred Jansa                                                                   |
| Kaserne Flugfeld auf Wikidata                                      | Kaserne Flugfeld auf Wikimedia Commons                          | Kaserne Flugfeld, ehemalige Fliegerkaserne, Wiener Neustadt (Jagdkommando) |
| Kein Wikidata-Datenobjekt vorhanden                                | Kuenringer-Kaserne auf Wikimedia Commons                        | Kuenringer-Kaserne, Weitra (Führungssimulator der Landesverteidigungsakademie, Lehrkompanie des Stabsbataillon 3), benannt nach dem Ministerialengeschlecht der Kuenringer                                     |
| Lager Kaufholz auf Wikidata                                        | Lager Kaufholz auf Wikimedia Commons                            | Lager Kaufholz, Truppenübungsplatz Allentsteig (LAG K) |
| Liechtenstein-Kaserne auf Wikidata                                 | Keine Kategorie auf Wikimedia Commons vorhanden                 | Liechtenstein-Kaserne, Truppenübungsplatz Allentsteig (Aufklärungs- und Artilleriebataillon 4), benannt nach Josef Wenzel Fürst zu Liechtenstein                                                               |
| Maximilian-Kaserne auf Wikidata                                    | Maximilian-Kaserne auf Wikimedia Commons                        | Maximilian-Kaserne, Wiener Neustadt (2009) (Jagdkommando), benannt nach Kaiser Maximilian I. |
| Kein Wikidata-Datenobjekt vorhanden                                | Keine Kategorie auf Wikimedia Commons vorhanden                 | Ostarrichi-Kaserne, Amstetten (Jägerbataillon 12), nach jener urkundlichen Erwähnung „Ostarrîchi“ aus dem Jahr 996, aus dem sich etymologisch die heutige Staatsbezeichnung „Österreich“ herleitet             |
| Raab-Kaserne auf Wikidata                                          | Keine Kategorie auf Wikimedia Commons vorhanden                 | Raab-Kaserne, Mautern (Kommando 3. Jägerbrigade, Stabsbataillon 3, Teile Pionierbataillon 3), benannt nach Julius Raab                                                                                         |
| Kein Wikidata-Datenobjekt vorhanden                                | Keine Kategorie auf Wikimedia Commons vorhanden                 | Radetzky-Kaserne, Horn (Teile Aufklärungs- und Artilleriebataillon 4), benannt nach Josef Wenzel Radetzky von Radetz                                                                                           |
| Wallenstein-Kaserne auf Wikidata                                   | Keine Kategorie auf Wikimedia Commons vorhanden                 | Wallenstein-Kaserne, Götzendorf an der Leitha (Auslandseinsatzbasis), benannt nach Albrecht Wenzel Eusebius von Wallenstein                                                                                    |

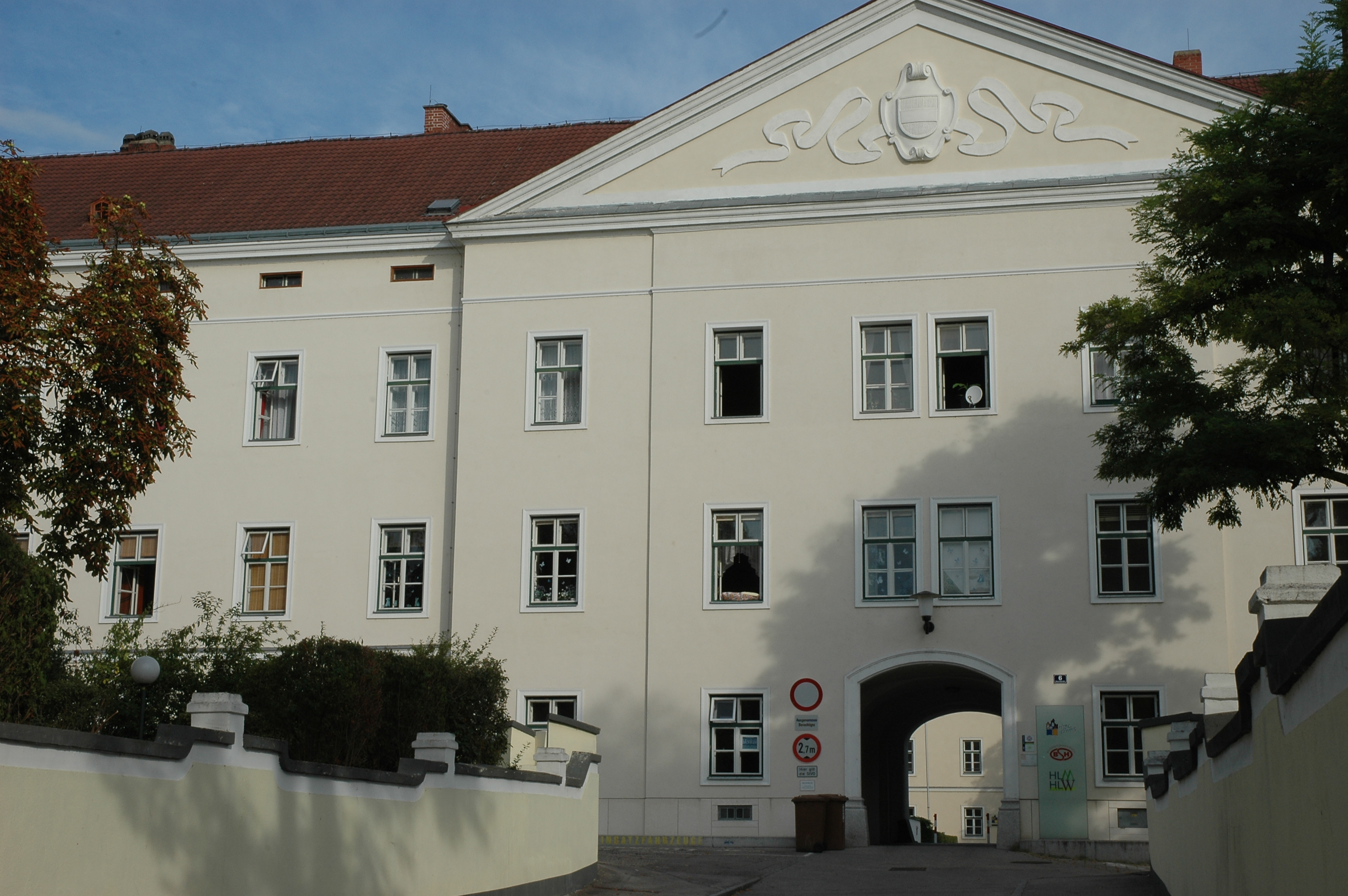
Ehemalige Herbert-Kaserne, heute HTL Krems

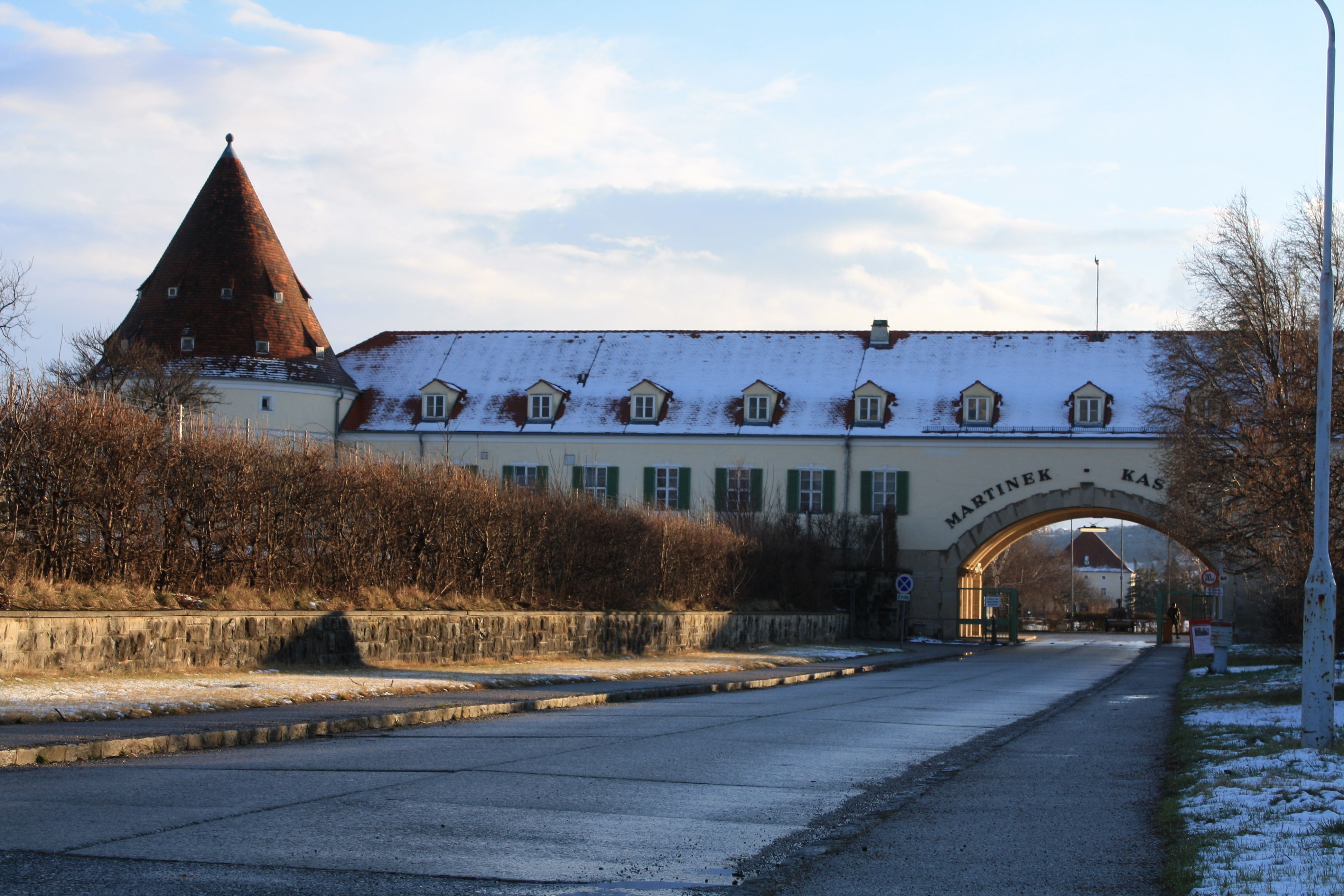
Ehemalige Martinek-Kaserne

Ehemalige Kasernen
| Babenberger-Kaserne auf Wikidata           | Babenberger-Kaserne auf Wikimedia Commons       | Babenberger-Kaserne (bis 1997) |
| Kein Wikidata-Datenobjekt vorhanden        | Keine Kategorie auf Wikimedia Commons vorhanden | Bechtolsheim-Kaserne in Wiener Neustadt |
| Kein Wikidata-Datenobjekt vorhanden        | Custozza-Kaserne auf Wikimedia Commons          | Custozza-Kaserne, Neulengbach (bis 2010) (AusbZ), benannt nach den für die k.u.k. Armee siegreichen Schlachten bei Custozza 1848 und 1866 |
| Herbert-Kaserne auf Wikidata               | Herbert-Kaserne auf Wikimedia Commons           | Herbert-Kaserne, Krems (bis 1974), benannt nach dem Konstrukteur eiserner Straßenkriegsbrücken ("Herbert-Brücke") Major Franz Herbert. Die Kaserne wurde wegen Platzgründen aus der Kremser Innenstadt in die Vorstadt Mautern (heutige Raab-Kaserne) verlegt. |
| Kopal-Kaserne auf Wikidata                 | Keine Kategorie auf Wikimedia Commons vorhanden | Kopal-Kaserne, St. Pölten-Spratzern (bis 2006), benannt nach Karl von Kopal (1788–1848) |
| Magdeburg-Kaserne auf Wikidata             | Magdeburg-Kaserne auf Wikimedia Commons         | Magdeburg-Kaserne, Klosterneuburg (PiTS), benannt nach Friedrich Freiherr von Magdeburg (1783–1810) (bis Ende September 2012) |
| Marc Aurel-Kaserne auf Wikidata            | Marc Aurel-Kaserne auf Wikimedia Commons        | Marc Aurel-Kaserne, Hainburg an der Donau (bis 2005) (AssE GrÜ), benannt nach dem römischen Kaiser Mark Aurel |
| Martinek-Kaserne auf Wikidata              | Martinek-Kaserne auf Wikimedia Commons          | Martinek-Kaserne, Baden (bis 2014) (ArtS, Panzerartilleriebataillon 9), benannt nach Robert Martinek |
| Prinz Eugen-Kaserne auf Wikidata           | Prinz Eugen-Kaserne auf Wikimedia Commons       | Prinz Eugen-Kaserne in Stockerau (bis 2006) |
| Kein Wikidata-Datenobjekt vorhanden        | Keine Kategorie auf Wikimedia Commons vorhanden | Smola-Kaserne, Großenzersdorf (bis 2007), benannt nach Generalmajor Joseph Freiherr von Smola (1764–1820) |
| Truppenspital Wiener Neustadt auf Wikidata | Keine Kategorie auf Wikimedia Commons vorhanden | Truppenspital (Wiener Neustadt) (1903–1918) |

## Oberösterreich
| Kein Wikidata-Datenobjekt vorhanden | Keine Kategorie auf Wikimedia Commons vorhanden | Amtsgebäude Garnisonstraße, Linz (Militärkommando Oberösterreich) |
| Kein Wikidata-Datenobjekt vorhanden | Keine Kategorie auf Wikimedia Commons vorhanden | Heeresmunitionsanstalt, Stadl-Paura |
| Kein Wikidata-Datenobjekt vorhanden | Keine Kategorie auf Wikimedia Commons vorhanden | Hessen-Kaserne, Wels (Panzerbataillon 14, Heereslogistikzentrum Wels, Teil des Panzerstabsbataillons 4, Heerespersonalamt), benannt nach dem k.u.k.-Infanterie-Regiment „Ernst Ludwig Großherzog von Hessen und bei Rhein“ Nr. 14                                                      |
| Kein Wikidata-Datenobjekt vorhanden | Keine Kategorie auf Wikimedia Commons vorhanden | Towarek-Schul-Kaserne, Enns (Heeresunteroffiziersakademie) nach Rudolf Towarek |
| Fliegerhorst Vogler auf Wikidata    | Fliegerhorst Vogler auf Wikimedia Commons       | Fliegerhorst Vogler, Hörsching (Militärkommando Oberösterreich, Kommando 4. Panzergrenadierbrigade, Panzerstabsbataillon 4, Kommando Luftunterstützung, Fliegerwerft 3, Luftfahrttechnisches Logistikzentrum, Militärmusik Oberösterreich) nach dem Piloten Oberleutnant Walter Vogler |
| Kein Wikidata-Datenobjekt vorhanden | Keine Kategorie auf Wikimedia Commons vorhanden | General Zehner-Kaserne, Ried im Innkreis (Panzergrenadierbataillon 13) nach General Wilhelm Zehner |
| Tilly-Kaserne auf Wikidata          | Keine Kategorie auf Wikimedia Commons vorhanden | Tilly-Kaserne, Freistadt (Lehrkompanie Panzerstabsbataillon 4) nach Johann t’Serclaes von Tilly |

Ehemalige Kasernen
| Trollmann-Kaserne auf Wikidata      | Trollmann-Kaserne auf Wikimedia Commons         | Trollmann-Kaserne, Steyr nach Ignaz Trollmann von Lovcenberg |
| Kein Wikidata-Datenobjekt vorhanden | Keine Kategorie auf Wikimedia Commons vorhanden | Kremstal-Kaserne, Kirchdorf an der Krems |
| Kein Wikidata-Datenobjekt vorhanden | Keine Kategorie auf Wikimedia Commons vorhanden | Dachstein Oberfeld (Alpines Ausbildungsgelände) |
| Hiller-Kaserne auf Wikidata         | Hiller-Kaserne auf Wikimedia Commons            | Hiller-Kaserne, Linz-Ebelsberg (Panzerstabsbataillon 4) nach Johann von Hiller (2015) |
| Dragonerkaserne Wels auf Wikidata   | Dragonerkaserne Wels auf Wikimedia Commons      | Dragonerkaserne Wels, Dragonerstraße, erbaut 1853–1858, militärisch genutzt bis 1918, denkmalgeschützt, das Gebäude misst außen 337 m × 123 m und umbaut eine Reihe von 3 quadratischen Höfen. |

## Salzburg
| Krobatin-Kaserne auf Wikidata       | Keine Kategorie auf Wikimedia Commons vorhanden | Krobatin-Kaserne, St. Johann im Pongau (Führungsunterstützungsbataillon 2), benannt nach Alexander von Krobatin |
| Kein Wikidata-Datenobjekt vorhanden | Keine Kategorie auf Wikimedia Commons vorhanden | Strucker-Kaserne, Tamsweg (Teile Jägerbataillon 8), benannt nach Jakob Strucker (1761–1824), Salzburger Landesverteidiger zur Zeit der Koalitionskriege |
| Schwarzenbergkaserne auf Wikidata   | Schwarzenbergkaserne auf Wikimedia Commons      | Schwarzenbergkaserne, Siezenheim (Kommando Luftstreitkräfte, Militärkommando Salzburg, Pionierbataillon 2, Jägerbataillon 8, Militärmusik Salzburg, Radarbataillon, Teile Militärpolizei, Heereslogistikzentrum Salzburg), benannt nach Karl Philipp zu Schwarzenberg |
| Kein Wikidata-Datenobjekt vorhanden | Keine Kategorie auf Wikimedia Commons vorhanden | Wallnerkaserne, Saalfelden (Gebirgskampfzentrum), benannt nach dem Freiheitskämpfer und Schützenmajor Anton Wallner (1758–1810) |

Ehemalige Kasernen
| Rainerkaserne auf Wikidata              | Rainerkaserne auf Wikimedia Commons              | Rainerkaserne, Elsbethen (FAmbSanZWest), errichtet ab 1938 als Kaserne Glasenbach, ab 1960 umbenannt in Rainerkaserne nach Erzherzog Rainer (1827–1913), General der österreichischen Armee. 2012 Verkauf an Red Bull GmbH |
| Kommandogebäude Riedenburg auf Wikidata | Kommandogebäude Riedenburg auf Wikimedia Commons | Kommandogebäude Riedenburg, Salzburg (Militärkommando Salzburg und Ergänzungsabteilung) (bis 2012) |
| Struberkaserne auf Wikidata             | Struberkaserne auf Wikimedia Commons             | Struberkaserne, benannt nach dem Salzburger Freiheitskämpfer Josef Struber, 1995 geschlossen |

## Steiermark
| Belgier-Kaserne auf Wikidata              | Belgier-Kaserne auf Wikimedia Commons              | Belgier-Kaserne, Graz (Kommando Landstreitkräfte, Sanitätszentrum Süd, Ergänzungsabteilung Militärkommando Steiermark) benannt nach den belgischen Königen Leopold I., Leopold II. und Albert I. 8052, Straßgangerstr. 171.      |
| Kein Wikidata-Datenobjekt vorhanden       | Keine Kategorie auf Wikimedia Commons vorhanden    | Erzherzog-Johann-Kaserne, Straß in Steiermark (Jägerbataillon 17), nach Erzherzog Johann. Hauptstr. 75. |
| Fliegerhorst Fiala Fernbrugg auf Wikidata | Fliegerhorst Fiala Fernbrugg auf Wikimedia Commons | Fliegerhorst Fiala Fernbrugg, Aigen im Ennstal (FlWft A, Hubschraubergeschwader, FlBetrKp A, 3.Bt/FLAB2), nach Benno Fiala von Fernbrugg. 8943.                                                                                  |
| Gablenz-Kaserne auf Wikidata              | Keine Kategorie auf Wikimedia Commons vorhanden    | Gablenz-Kaserne, Graz (Militärkommando Steiermark, ABC-Abwehrkompanie Stabsbataillon 7, Heereslogistikzentrum Graz, 2. Kompanie Militärstreife/Militärpolizei), nach Ludwig Karl Wilhelm von Gablenz. 8054, Straßgangerstr. 360. |
| Kein Wikidata-Datenobjekt vorhanden       | Keine Kategorie auf Wikimedia Commons vorhanden    | Hackher-Kaserne, Gratkorn (Versorgungsregiment 1) nach Franz Xaver Hackher zu Hart. 8101, Kasernstr. 6. |
| Kein Wikidata-Datenobjekt vorhanden       | auf Wikimedia Commons                              | Fliegerhorst Hinterstoisser, Zeltweg (Überwachungsgeschwader, Fliegerabwehrbataillon 2, Fliegerwerft 2), benannt nach Franz Hinterstoisser. 8740, Fliegerhorst 1.                                                                |
| Kein Wikidata-Datenobjekt vorhanden       | Landwehr-Kaserne auf Wikimedia Commons             | Landwehr-Kaserne, Sankt Michael in Obersteiermark (Jägerbataillon 18) |
| Kein Wikidata-Datenobjekt vorhanden       | Keine Kategorie auf Wikimedia Commons vorhanden    | Von der Groeben-Kaserne, Feldbach (Aufklärungs- und Artilleriebataillon 7), benannt nach Hauptmann August von der Groeben. 8330, Gleichenberger Str. 71.                                                                         |
| Kein Wikidata-Datenobjekt vorhanden       | Keine Kategorie auf Wikimedia Commons vorhanden    | Truppenübungsplatz Pöls (Bez. Graz-Umgebung) |
| Kein Wikidata-Datenobjekt vorhanden       | Keine Kategorie auf Wikimedia Commons vorhanden    | Truppenübungsplatz Seetal (TÜPl S). 8750 Judenburg, Ossach 35. |

Ehemalige Kasernen
| Kein Wikidata-Datenobjekt vorhanden | Keine Kategorie auf Wikimedia Commons vorhanden | Laudonkaserne Leoben (Alpenjägerkaserne; ab 1936 Laudonkaserne; war bis zum Ende des Zweiten Weltkriegs im Einsatz; danach wurde das Hauptgebäude in der Peter-Tunner-Straße zu Wohnungen umgebaut; danach abermaliger Umbau und seitdem in Verwendung durch die Montanuniversität Leoben) |
| Kein Wikidata-Datenobjekt vorhanden | Keine Kategorie auf Wikimedia Commons vorhanden | Kaserne Leoben (Heeresfeldzeuglager Leoben; 2006 unter Günther Platter verkauft; Altbestand wurde gänzlich abgerissen; das Gelände an bzw. hinter der Kärntner Straße wurde bis in die 2020er Jahre fast ausschließlich mit Reihenhäusern und Doppelhaushälften verbaut) |
| Kein Wikidata-Datenobjekt vorhanden | Keine Kategorie auf Wikimedia Commons vorhanden | Hummel-Kaserne Graz (Teil des Heereslogistikzentrum Graz) (vor 1967 Rosegger-Kaserne; 2011 verkauft) |
| Kein Wikidata-Datenobjekt vorhanden | Keine Kategorie auf Wikimedia Commons vorhanden | Fliegerhorst Nittner, Kalsdorf bei Graz (2009) (2. Staffel des ÜbwGschw), benannt nach Eduard Nittner (bis 2013, Nachnutzung durch Segelfliegerverein, westlich der Start- und Landebahn des Flughafens Graz-Thalerhof.) |
| Kein Wikidata-Datenobjekt vorhanden | Keine Kategorie auf Wikimedia Commons vorhanden | Kirchner-Kaserne, Graz (2008) (Teile VersRgt 1, MilMusik ST), benannt nach Hauptmann Hermann Freiherr von Kirchner (1890–1953) (2016 verkauft, spätestens 2021 großteils, Ende 2022 ganz abgerissen, ab 2023 Errichtung von Wohnbauten und Bezirkssportplatz). 8010, Kasernstr. 24 (sic!). Ehemals Trainkaserne (Train = Transportwesen), später (Gendarmerieschule) Schönaukaserne (Bezirk Schönau). |
| Mickl-Kaserne auf Wikidata          | Mickl-Kaserne auf Wikimedia Commons             | Mickl-Kaserne Bad Radkersburg (2. Jägerkompanie des Jägerbataillons 17), benannt nach Oberleutnant Mickl, Kommandant der Radkersburger Freiheitskämpfer 1919 (Ende der militärischen Nutzung 2008, Rücknahme durch die Stadtgemeinde). |
| Kein Wikidata-Datenobjekt vorhanden | Keine Kategorie auf Wikimedia Commons vorhanden | Hermann-Kaserne Leibnitz (2009 verkauft) |
| Kein Wikidata-Datenobjekt vorhanden | Keine Kategorie auf Wikimedia Commons vorhanden | Hadik-Kaserne, Fehring (2009) (1. und 2. Aufklärungskompanie des AAB7) nach Andreas Hadik von Futak (2015) |
| Kein Wikidata-Datenobjekt vorhanden | Keine Kategorie auf Wikimedia Commons vorhanden | 8010 Graz, Glacisstr. (Seit etwa 2018 Jahren Studentenheim.) |

## Tirol
| Andreas-Hofer-Kaserne auf Wikidata  | Andreas-Hofer-Kaserne auf Wikimedia Commons     | Andreas-Hofer-Kaserne, Absam (Kommando 6.Gebirgsbrigade, ABCAbwKp und Lehrkompanie/Stabsbataillon 6), benannt nach Andreas Hofer                                                                      |
| Kein Wikidata-Datenobjekt vorhanden | Keine Kategorie auf Wikimedia Commons vorhanden | Amtsgebäude Steiner, vormals FM Conrad, Innsbruck (SanZ West) benannt nach Ludwig Steiner |
| Kein Wikidata-Datenobjekt vorhanden | Keine Kategorie auf Wikimedia Commons vorhanden | Eugen-Kaserne, Innsbruck (Militärkommando Tirol, StbKp des MilKdo Tirol), benannt nach Erzherzog Eugen von Österreich-Teschen                                                                         |
| Franz-Joseph-Kaserne auf Wikidata   | Franz-Joseph-Kaserne auf Wikimedia Commons      | Franz-Joseph-Kaserne, Lienz (2008) (1. Kp des JgB 24), benannt nach Kaiser Franz Joseph I. |
| Kein Wikidata-Datenobjekt vorhanden | Keine Kategorie auf Wikimedia Commons vorhanden | Frundsberg-Kaserne, Vomp (HSStp Hubschraubergeschwader), benannt nach Georg von Frundsberg |
| Kein Wikidata-Datenobjekt vorhanden | Keine Kategorie auf Wikimedia Commons vorhanden | Haspinger-Kaserne, Lienz (StbKp und KuKp des JgB 24), benannt nach Joachim Haspinger |
| Pontlatz-Kaserne auf Wikidata       | Pontlatz-Kaserne auf Wikimedia Commons          | Pontlatz-Kaserne, Landeck (Teile Jägerbataillon 6/MilKdo Tirol, Jägerbataillon 23), benannt nach der Pontlatzer Brücke, wo 1703 und 1809 erfolgreiche Gefechte gegen bayrische Truppen geführt wurden |
| Kein Wikidata-Datenobjekt vorhanden | Keine Kategorie auf Wikimedia Commons vorhanden | Standschützen-Kaserne, Innsbruck-Kranebitten (Kommando, Nachschub und TransportKp, FüUKp, WkstKp / Stabsbataillon 6), erb. 1982–85, benannt nach den Tiroler Standschützen                            |
| Kein Wikidata-Datenobjekt vorhanden | Keine Kategorie auf Wikimedia Commons vorhanden | Truppenübungsplatz Lizum-Walchen, Wattenberg (TÜPL L/W) |
| Kein Wikidata-Datenobjekt vorhanden | Keine Kategorie auf Wikimedia Commons vorhanden | Truppenübungsplatz Hochfilzen |
| Kein Wikidata-Datenobjekt vorhanden | Keine Kategorie auf Wikimedia Commons vorhanden | Wintersteller-Kaserne, St. Johann in Tirol (2. und 3. Kp des JgB 24), benannt nach Rupert Wintersteller                                                                                               |

Ehemalige Kasernen
| Dankl-Kaserne auf Wikidata          | Dankl-Kaserne auf Wikimedia Commons             | Dankl-Kaserne (bis 1986) in der ehemaligen Stadtburg der Andechs in Innsbruck am Innrain Nr. 1 |
| Kein Wikidata-Datenobjekt vorhanden | Keine Kategorie auf Wikimedia Commons vorhanden | Enrich-Kaserne, Kufstein (bis 2007), benannt nach Oberleutnant Alfred Enrich (1882–1961) in der Salurnerstraße |
| Kein Wikidata-Datenobjekt vorhanden | Keine Kategorie auf Wikimedia Commons vorhanden | Innerkofler-Kaserne, Wörgl (bis 1980er Jahre) in der Salzburgerstraße |
| Kein Wikidata-Datenobjekt vorhanden | Keine Kategorie auf Wikimedia Commons vorhanden | Speckbacher-Kaserne, Hall in Tirol (bis 1998), benannt nach Josef Speckbacher, Freiheitskämpfer des Jahres 1809 |
| Kein Wikidata-Datenobjekt vorhanden | Keine Kategorie auf Wikimedia Commons vorhanden | Straub-Kaserne, Hall in Tirol (bis 2008, verkauft 2013) (zuletzt Systemwerkstattabteilung des Heereslogistikzentrum Salzburg), benannt nach Josef Ignaz Straub (1773–1850), Kronenwirt aus Hall in Tirol und Freiheitskämpfer des Jahres 1809 |
| Kein Wikidata-Datenobjekt vorhanden | Keine Kategorie auf Wikimedia Commons vorhanden | Train-Kaserne, Innsbruck, Erzherzog Eugen Straße 46 |
| Kein Wikidata-Datenobjekt vorhanden | Keine Kategorie auf Wikimedia Commons vorhanden | Kommandogebäude Fenner-Dankl, Innsbruck, benannt nach Feldmarschall-Leutnant Franz Philipp Fenner von Fenneberg (1759–1824) und Generaloberst Viktor Dankl von Krásnik (bis 1992)                                                             |
| Kein Wikidata-Datenobjekt vorhanden | Keine Kategorie auf Wikimedia Commons vorhanden | Verdross-Kaserne, Imst (bis 2001) |

## Vorarlberg
| Kommandogebäude Oberst Bilgeri auf Wikidata | Kommandogebäude Oberst Bilgeri auf Wikimedia Commons | Kommandogebäude Oberst Bilgeri, Bregenz (Militärkommando Vorarlberg), benannt nach Georg Bilgeri      |
| Walgau-Kaserne auf Wikidata                 | Walgau-Kaserne auf Wikimedia Commons                 | Walgau-Kaserne, Bludesch (Jägerbataillon 23), benannt nach dem Walgau, einem Tal im Süden Vorarlbergs |

Ehemalige Kasernen
| Jägerkaserne Galina auf Wikidata    | Keine Kategorie auf Wikimedia Commons vorhanden | Jägerkaserne Galina, Nenzing, benannt nach dem Fluss Galina           |
| Kein Wikidata-Datenobjekt vorhanden | Keine Kategorie auf Wikimedia Commons vorhanden | Rhomberg-Kaserne, Lochau, benannt nach Thomas Rhomberg (1572/74–1647) |

## Wien

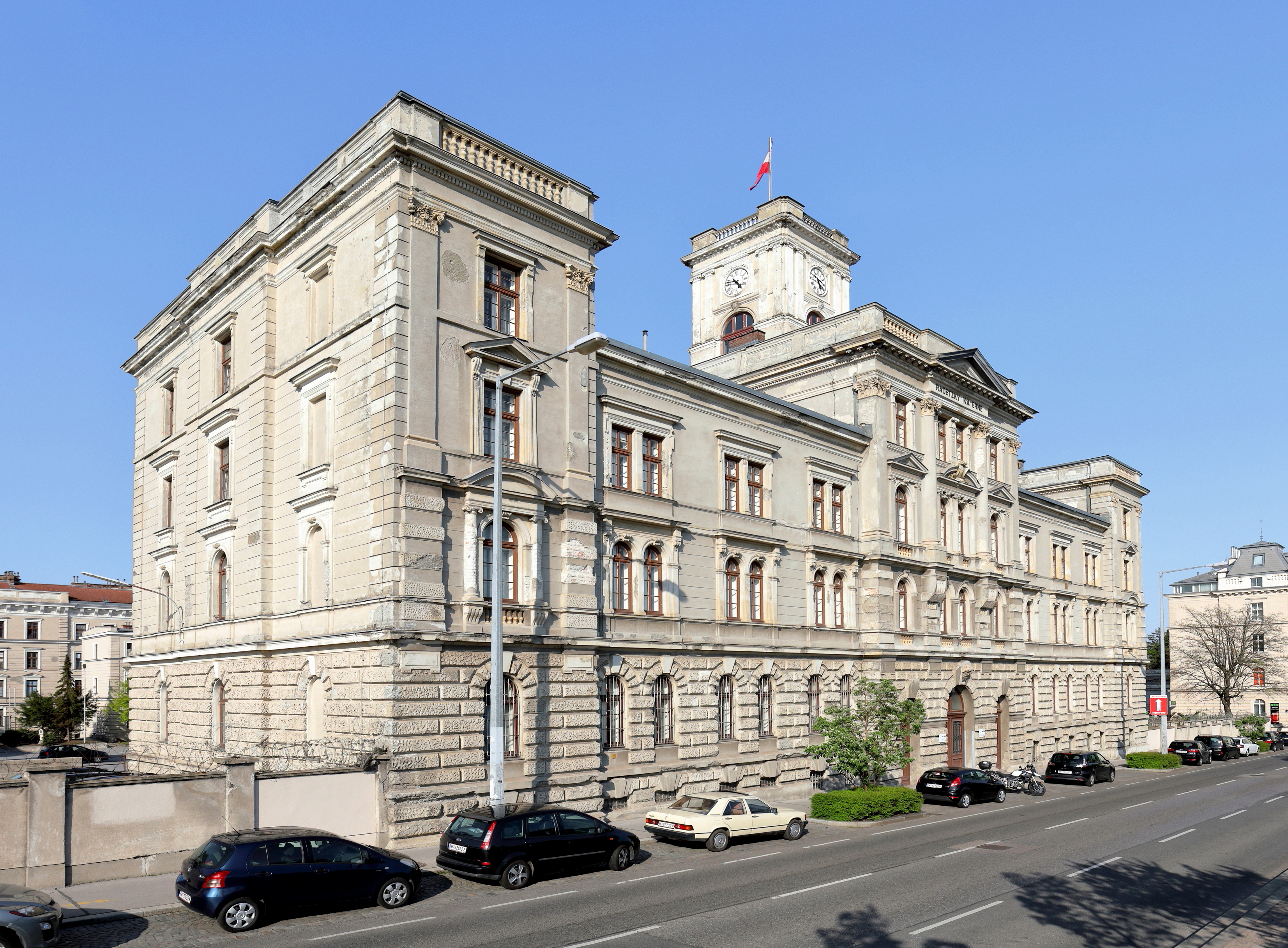
Stabsgebäude der Radetzky-Kaserne

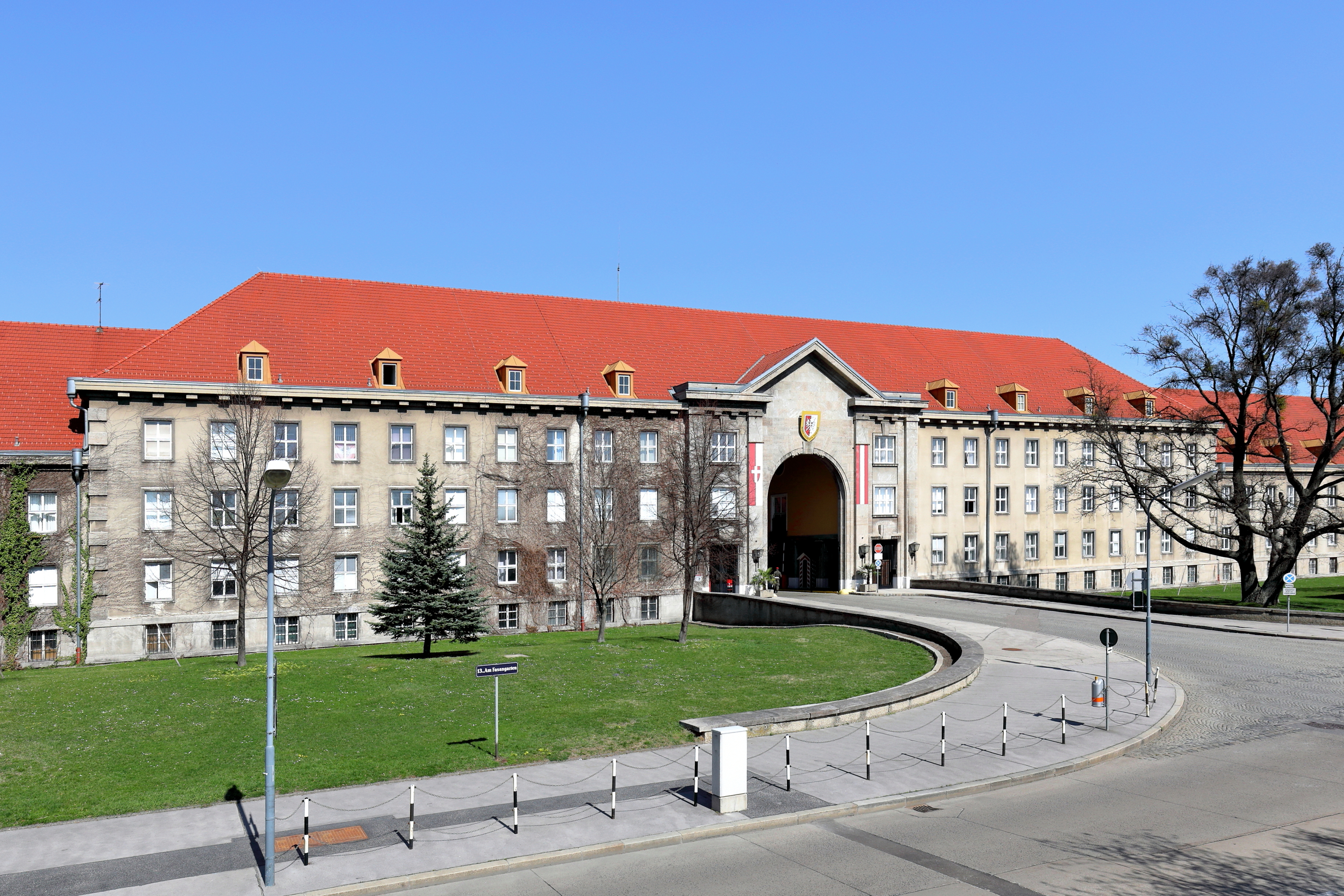
Maria-Theresien-Kaserne – Wiens größte Kaserne

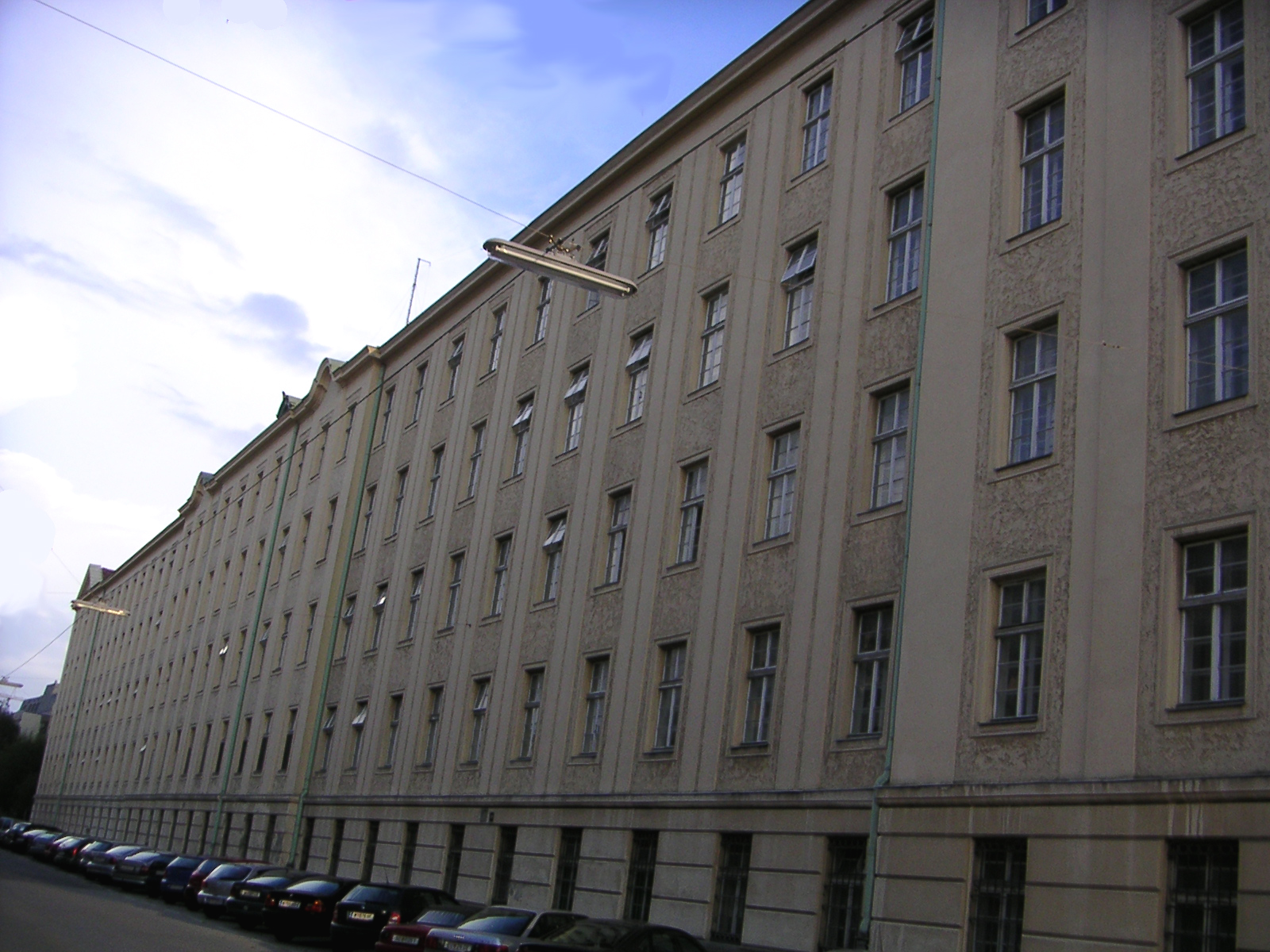
Starhemberg-Kaserne in Wien-Favoriten

| Biedermann-Huth-Raschke-Kaserne auf Wikidata   | Biedermann-Huth-Raschke-Kaserne auf Wikimedia Commons   | Biedermann-Huth-Raschke-Kaserne benannt nach Major Biedermann, Hauptmann Huth und Leutnant Raschke |
| Graf-Radetzky-Kaserne auf Wikidata             | Graf-Radetzky-Kaserne auf Wikimedia Commons             | Radetzky-Kaserne (Militärkommando Wien), benannt nach Josef Wenzel Radetzky von Radetz |
| Kaserne Arsenal auf Wikidata                   | Kaserne Arsenal auf Wikimedia Commons                   | Kaserne Arsenal (Heeresdruckzentrum, Heeresgeschichtliches Museum, Heereslogistikzentrum Wien) (Verkauf von Teilflächen 2010) |
| Rossauer Kaserne Bernardis-Schmid auf Wikidata | Rossauer Kaserne Bernardis-Schmid auf Wikimedia Commons | Rossauer Kaserne Bernardis-Schmid, benannt nach den Widerstandskämpfern Robert Bernardis und Anton Schmid, bis Anfang 2020 Rossauer Kaserne / Amtsgebäude Rossau (Bundesministerium für Landesverteidigung (BMLV)), benannt nach der Rossau |
| Amtsgebäude Vorgartenstraße auf Wikidata       | Amtsgebäude Vorgartenstraße auf Wikimedia Commons       | Amtsgebäude Vorgartenstraße (Teile des Bundesministerium für Landesverteidigung, Amt für Rüstung und Wehrtechnik) |
| Kommandogebäude Heckenast-Burian auf Wikidata  | Keine Kategorie auf Wikimedia Commons vorhanden         | Kommandogebäude Heckenast-Burian (Kommando Streitkräftebasis) benannt nach Oberstleutnant Franz Heckenast und Hauptmann Karl Burian |
| Kommandogebäude General Körner auf Wikidata    | Kommandogebäude General Körner auf Wikimedia Commons    | Kommandogebäude General Körner, benannt nach dem österreichischen Bundespräsidenten Theodor Körner, General des Ersten Weltkriegs, Generalstabschef der Isonzo-Armee |
| Kein Wikidata-Datenobjekt vorhanden            | Keine Kategorie auf Wikimedia Commons vorhanden         | Militärische Liegenschaft Breitensee, u. a. Kommando des Heeressportzentrums |
| Starhemberg-Kaserne auf Wikidata               | Keine Kategorie auf Wikimedia Commons vorhanden         | Starhemberg-Kaserne (Führungsunterstützungsschule), benannt nach Ernst Rüdiger von Starhemberg, dem Verteidiger Wiens bei der Zweiten Türkenbelagerung im Jahre 1683 |
| Stiftskaserne General Spannocchi auf Wikidata  | Stiftskaserne General Spannocchi auf Wikimedia Commons  | Stiftskaserne General Spannocchi, benannt nach Emil Spannocchi, Amtsgebäude Stiftgasse (Landesverteidigungsakademie, Informations-Kommunikations-Technologie und Cybersicherheitszentrum, Redaktionen der Zeitschriften "ÖMZ" und "Truppendienst", Heeresbild- und Filmstelle, Österreichische Militärbibliothek, Militärordinariat, Militärsuperintendentur, Teile des Bundesministerium für Landesverteidigung), ursprünglich benannt nach einer Stiftung des vermögenden Hofkammerrats Johann Konrad Richthausen Freiherr von Chaos zugunsten von Waisenkindern im 17. Jahrhundert. |
| Maria-Theresien-Kaserne auf Wikidata           | Maria-Theresien-Kaserne auf Wikimedia Commons           | Maria-Theresien-Kaserne (Kommando Militärpolizei, Gardebataillon, Heeres-Nachrichtenamt), benannt nach Kaiserin Maria Theresia |
| Van Swieten-Kaserne auf Wikidata               | Van Swieten-Kaserne auf Wikimedia Commons               | Van Swieten-Kaserne (Sanitätsschule, Sanitätszentrum Ost, Gesundheits- und Krankenpflegeschule), benannt nach Gerard van Swieten |
| Vega-Payer-Weyprecht-Kaserne auf Wikidata      | Vega-Payer-Weyprecht-Kaserne auf Wikimedia Commons      | Vega-Payer-Weyprecht-Kaserne (Heereslogistikschule), benannt nach Jurij Vega, Julius Payer und Carl Weyprecht |

Ehemalige Kasernen
| Wilhelms-Kaserne auf Wikidata   | Keine Kategorie auf Wikimedia Commons vorhanden | Wilhelms-Kaserne benannt nach Erzherzog Wilhelm                                        |
| Tegetthoff-Kaserne auf Wikidata | Tegetthoff-Kaserne auf Wikimedia Commons        | Tegetthoff-Kaserne (vorher Marine-Kaserne) benannt nach Admiral Wilhelm von Tegetthoff |
| Karlskaserne auf Wikidata       | Keine Kategorie auf Wikimedia Commons vorhanden | Karlskaserne (vorher Erzherzog-Carl-Kaserne) benannt nach Karl von Österreich-Teschen  |